# Toronto Rocks
Pour plus de détails, voir Fiche technique et Distribution.
Toronto Rocks est téléfilm également diffusé en DVD contenant des extraits du concert de bienfaisance Molson Canadian Rocks for Toronto (en) à Toronto le 30 juillet 2003, où étaient notamment présents les Rolling Stones, AC/DC, Justin Timberlake, The Guess Who et Rush.
Le concert a été suivi par près de 490 000 spectateurs,, et est à ce jour le plus grand concert organisé de l'histoire du Canada et l'un des plus grands de l'histoire de l'Amérique du Nord.
Concernant AC/DC, les vidéos de If You Want Blood (You've Got It), The Jack et You Shook Me All Night Long (non présentes sur ce DVD) de ce concert sont sorties sur le DVD 2 de Plug Me In, sorti en 2007.

## Fiche technique
- Titre : Toronto Rocks
- Réalisation : Marty Callner et Dave Russell
- Photographie : Justin Bomberg
- Production : Justin Bomberg, Jacob Cohl, Randall Gladstein et Steve Howard
- Pays :  Canada
- Genre : Film de concert
- Durée :
- Première diffusion : 
  -  Canada : 30 juillet 2003

## Liste des titres
The Flaming Lips
1. Race for the Prize
2. Do You Realize?

Have Love Will Travel
1. Skybox
2. Ballroom Pump
3. Dig Myself a Hole
4. Time Won't Let Me

The Isley Brothers
1. Who's That Lady
2. Shout

Justin Timberlake
1. Senorita

The Guess Who
1. American Woman
2. No Time

Rush
1. Limelight
2. Freewill
3. Spirit of Radio

AC/DC
1. Back in Black
2. Thunderstruck

The Rolling Stones
1. Start Me Up
2. Ruby Tuesday
3. Miss You (avec Justin Timberlake)
4. Rock Me Baby (avec AC/DC)
5. (I Can't Get No) Satisfaction
6. Jumpin' Jack Flash

## Membres
AC/DC
- Brian Johnson : Chants
- Angus Young : Guitare solo
- Malcolm Young : Guitare rythmique
- Cliff Williams : Basse
- Phil Rudd : Batterie